# Pontgouin
Pour l’article homonyme, voir Pont Gouin.
Pontgouin est une commune française située dans le département d'Eure-et-Loir en région Centre-Val de Loire.
Les habitants de Pontgouin sont des Gonipontins ou Gonipontines.

## Géographie

### Situation

Situation géographique
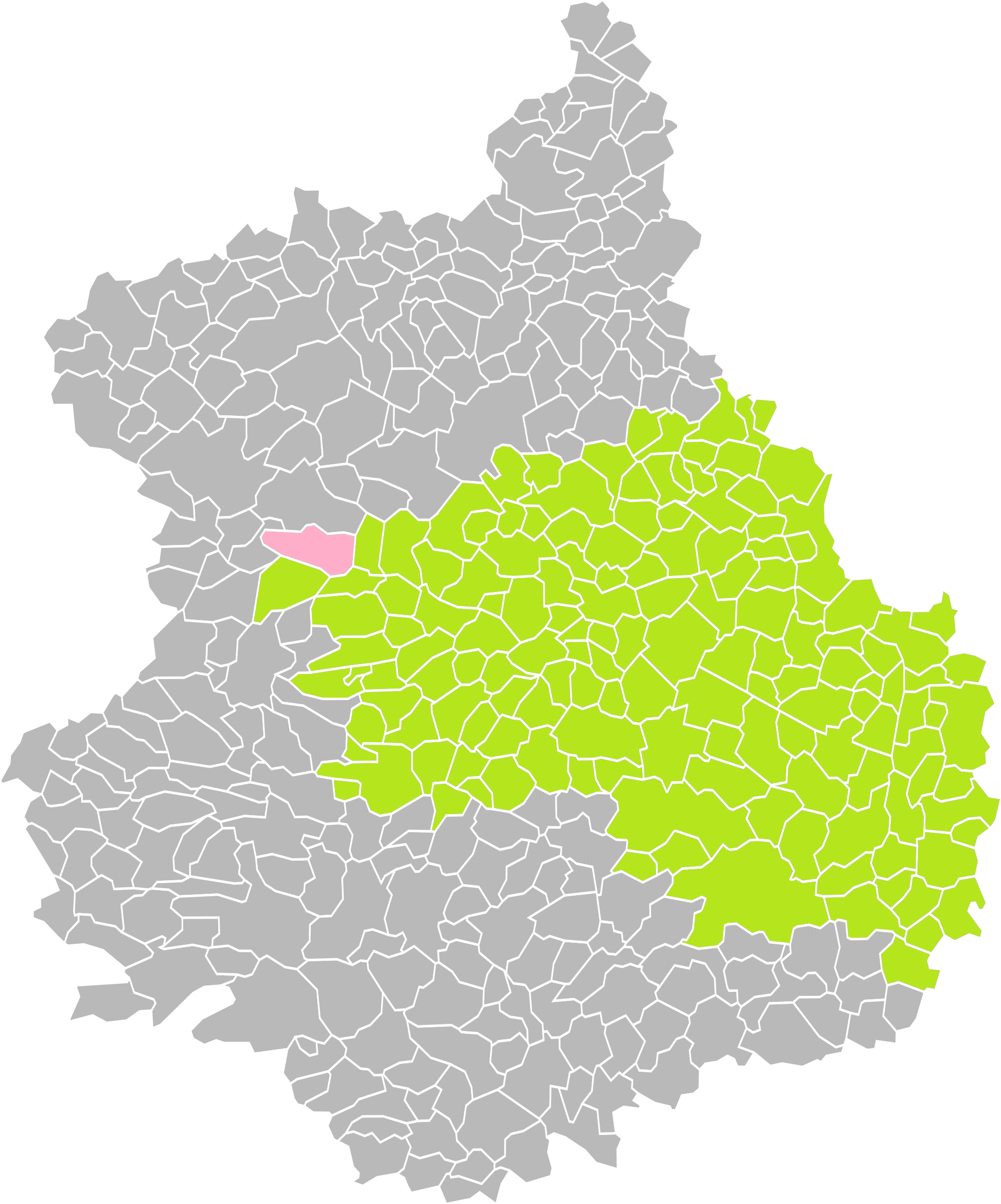
Pontgouin dans son arrondissement.
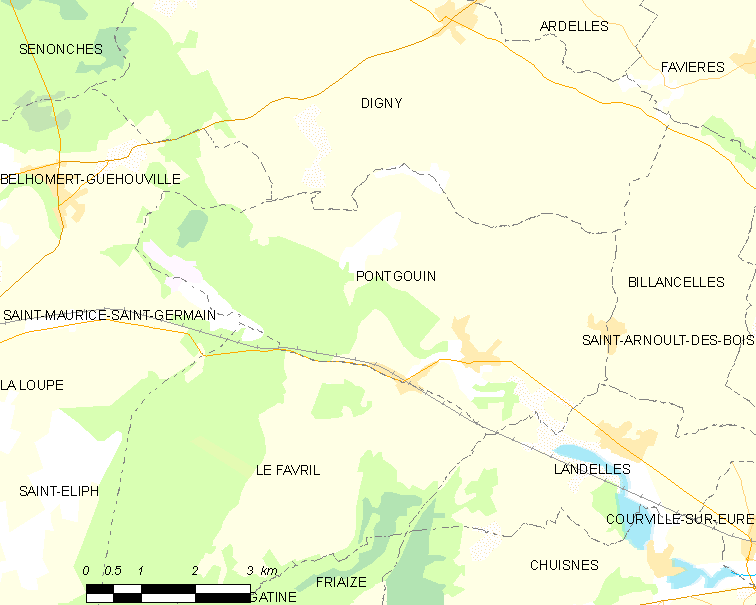
Carte de la commune de Pontgouin.

### Communes limitrophes
|                             | Digny     |              |
| Saint-Maurice-Saint-Germain | Pontgouin | Billancelles |
| Le Favril                   |           | Landelles    |

### Lieux-dits et écarts
- Château de la Rivière, château des Vaux, la Grange du Bois, Boizard (écluses), Fouville, la Goupillière, La Livrée, La Bondancière, Les Frétis, Champs, Guimonvilliers, La Rivière, Maindreville.

### Hydrographie
- Provenant de l'ouest par Saint-Maurice-Saint-Germain, la rivière l'Eure, affluent en rive gauche du fleuve la Seine, traverse la commune pour se diriger ensuite vers le sud-est et Landelles ;
- Le Royneau, affluent de l'Eure.

### Voies de communication et transports

#### Desserte ferroviaire
La gare de Pontgouin se situe sur la ligne de Paris-Montparnasse à Brest.

#### Réseau routier
La ville est notamment traversée par l'ancienne route nationale 820, aujourd'hui D920, reliant Bellême à Courville-sur-Eure.

### Climat
Pour des articles plus généraux, voir Climat du Centre-Val de Loire et Climat d'Eure-et-Loir.
En 2010, le climat de la commune est de type climat océanique dégradé des plaines du Centre et du Nord, selon une étude du CNRS s'appuyant sur une série de données couvrant la période 1971-2000. En 2020, Météo-France publie une typologie des climats de la France métropolitaine dans laquelle la commune est exposée à un climat océanique altéré et est dans la région climatique  Sud-ouest du bassin Parisien, caractérisée par une faible pluviométrie, notamment au printemps (120 à 150 mm) et un hiver froid (3,5 °C). 
Pour la période 1971-2000, la température annuelle moyenne est de 10,4 °C, avec une amplitude thermique annuelle de 14,5 °C. Le cumul annuel moyen de précipitations est de 689 mm, avec 11,6 jours de précipitations en janvier et 7,9 jours en juillet. Pour la période 1991-2020, la température moyenne annuelle observée sur la station météorologique de Météo-France la plus proche, sur la commune de La Loupe à 11 km à vol d'oiseau, est de 11,0 °C et le cumul annuel moyen de précipitations est de 718,0 mm,. Pour l'avenir, les paramètres climatiques de la commune estimés pour 2050 selon différents scénarios d'émission de gaz à effet de serre sont consultables sur un site dédié publié par Météo-France en novembre 2022.

## Urbanisme

### Typologie
Au 1er janvier 2024, Pontgouin est catégorisée commune rurale à habitat dispersé, selon la nouvelle grille communale de densité à 7 niveaux définie par l'Insee en 2022.
Elle est située hors unité urbaine. Par ailleurs la commune fait partie de l'aire d'attraction de Chartres, dont elle est une commune de la couronne,. Cette aire, qui regroupe 117 communes, est catégorisée dans les aires de 50 000 à moins de 200 000 habitants,.

### Occupation des sols
L'occupation des sols de la commune, telle qu'elle ressort de la base de données européenne d’occupation biophysique des sols Corine Land Cover (CLC), est marquée par l'importance des territoires agricoles (66,9 % en 2018), une proportion identique à celle de 1990 (66,9 %). La répartition détaillée en 2018 est la suivante : 
terres arables (59,4 %), forêts (29,2 %), prairies (5 %), zones urbanisées (2,7 %), zones agricoles hétérogènes (2,4 %), espaces verts artificialisés, non agricoles (1,3 %). L'évolution de l’occupation des sols de la commune et de ses infrastructures peut être observée sur les différentes représentations cartographiques du territoire : la carte de Cassini (XVIIIe siècle), la carte d'état-major (1820-1866) et les cartes ou photos aériennes de l'IGN pour la période actuelle (1950 à aujourd'hui).

### Risques majeurs
Le territoire de la commune de Pontgouin est vulnérable à différents aléas naturels : météorologiques (tempête, orage, neige, grand froid, canicule ou sécheresse), inondations, mouvements de terrains et séisme (sismicité très faible). Il est également exposé à un risque technologique, le transport de matières dangereuses. Un site publié par le BRGM permet d'évaluer simplement et rapidement les risques d'un bien localisé soit par son adresse soit par le numéro de sa parcelle.

#### Risques naturels
Certaines parties du territoire communal sont susceptibles d’être affectées par le risque d’inondation par débordement de cours d'eau, notamment l'Eure et le ruisseau de l'Étang Chaud. La commune a été reconnue en état de catastrophe naturelle au titre des dommages causés par les inondations et coulées de boue survenues en 1995 et 1999,.

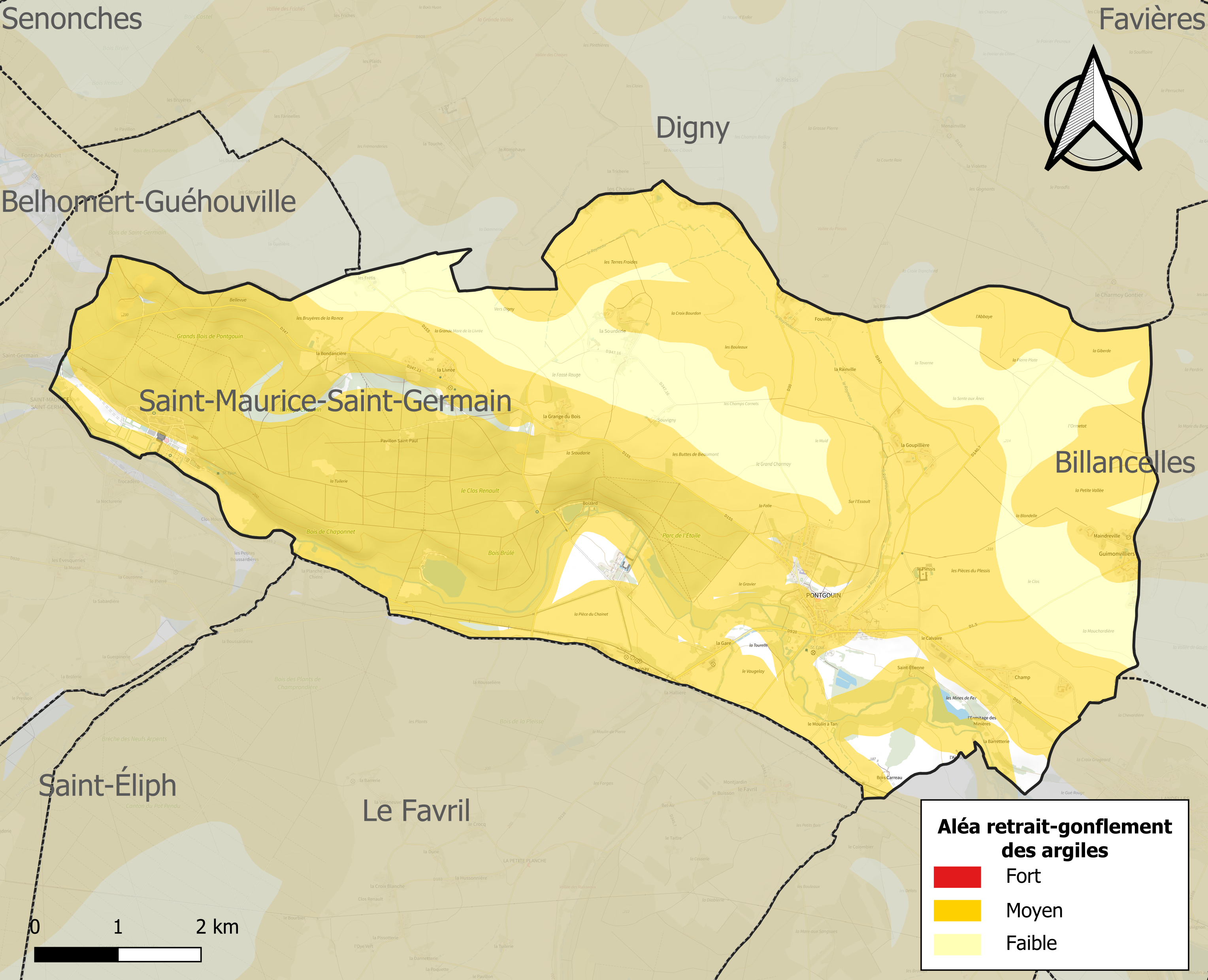
Carte des zones d'aléa retrait-gonflement des sols argileux de Pontgouin.

Les mouvements de terrains susceptibles de se produire sur la commune sont des mouvements de sols liés à la présence d'argile, des affaissements et effondrements liés aux cavités souterraines (hors mines) et des effondrements généralisés. L'inventaire national des cavités souterraines permet de localiser celles situées sur la commune.
Le retrait-gonflement des sols argileux est susceptible d'engendrer des dommages importants aux bâtiments en cas d’alternance de périodes de sécheresse et de pluie. 77,8 % de la superficie communale est en aléa moyen ou fort (52,8 % au niveau départemental et 48,5 % au niveau national). Sur les 488 bâtiments dénombrés sur la commune en 2019, 439 sont en aléa moyen ou fort, soit 90 %, à comparer aux 70 % au niveau départemental et 54 % au niveau national. Une cartographie de l'exposition du territoire national au retrait gonflement des sols argileux est disponible sur le site du BRGM,.
Concernant les mouvements de terrains, la commune a été reconnue en état de catastrophe naturelle au titre des dommages causés par la sécheresse en 1995 et 2003 et par des mouvements de terrain en 1999.

#### Risques technologiques
Le risque de transport de matières dangereuses sur la commune est lié à sa traversée par des infrastructures routières ou ferroviaires importantes ou la présence d'une canalisation de transport d'hydrocarbures. Un accident se produisant sur de telles infrastructures est en effet susceptible d’avoir des effets graves au bâti ou aux personnes jusqu’à 350 m, selon la nature du matériau transporté. Des dispositions d’urbanisme peuvent être préconisées en conséquence.

## Toponymie
Le nom de la localité est attesté sous les formes Pons Godonis en 1099, Pontem Goeni en 1177, Punguem en 1180.

## Politique et administration

### Liste des maires
| Période                                  | Période         | Identité             | Étiquette | Qualité                |
| ---------------------------------------- | --------------- | -------------------- | --------- | ---------------------- |
| Les données manquantes sont à compléter. |                 |                      |           |                        |
| 2009                                     | 2014            | Jacques Laisney      |           |                        |
| 2014                                     | 24 janvier 2016 | Simone Pouget        | SE        | Professeure de faculté |
| janvier 2016                             | En cours        | Jean-Claude Friesse, |           | Ancien cadre           |

## Population et société

### Démographie
L'évolution du nombre d'habitants est connue à travers les recensements de la population effectués dans la commune depuis 1793. Pour les communes de moins de 10 000 habitants, une enquête de recensement portant sur toute la population est réalisée tous les cinq ans, les populations de référence des années intermédiaires étant quant à elles estimées par interpolation ou extrapolation. Pour la commune, le premier recensement exhaustif entrant dans le cadre du nouveau dispositif a été réalisé en 2004.

En 2022, la commune comptait 1 117 habitants, en évolution de −0,36 % par rapport à 2016 (Eure-et-Loir : −0,23 %, France hors Mayotte : +2,11 %).
| 1793  | 1800  | 1806  | 1821  | 1831  | 1836  | 1841  | 1846  | 1851  |
| ----- | ----- | ----- | ----- | ----- | ----- | ----- | ----- | ----- |
| 1 351 | 1 366 | 1 338 | 1 387 | 1 337 | 1 376 | 1 267 | 1 218 | 1 293 |

| 1856  | 1861  | 1866  | 1872  | 1876  | 1881  | 1886  | 1891  | 1896  |
| ----- | ----- | ----- | ----- | ----- | ----- | ----- | ----- | ----- |
| 1 190 | 1 172 | 1 139 | 1 151 | 1 111 | 1 078 | 1 069 | 1 077 | 1 064 |

| 1901  | 1906  | 1911  | 1921 | 1926 | 1931 | 1936 | 1946 | 1954  |
| ----- | ----- | ----- | ---- | ---- | ---- | ---- | ---- | ----- |
| 1 020 | 1 014 | 1 002 | 940  | 947  | 926  | 902  | 960  | 1 402 |

| 1962 | 1968 | 1975  | 1982 | 1990 | 1999 | 2004 | 2006 | 2009  |
| ---- | ---- | ----- | ---- | ---- | ---- | ---- | ---- | ----- |
| 922  | 936  | 1 389 | 833  | 854  | 875  | 975  | 986  | 1 025 |

| 2014  | 2019  | 2022  | - | - | - | - | - | - |
| ----- | ----- | ----- | - | - | - | - | - | - |
| 1 120 | 1 099 | 1 117 | - | - | - | - | - | - |

## Culture locale et patrimoine

### Lieux et monuments

#### Architecture civile
- Écluses de Boizard  Classé MH (1910)[27] construites par Vauban, destinées au canal qui, partant de Pontgouin, devait conduire les eaux de l'Eure à Versailles ;
- Château de la Rivière (XVIIe siècle),  Inscrit MH (1987, 2013)[28], en brique et grison, sur plan régulier : bâtiment central encadré de deux pavillons flanqués chacun d'une tour massive, boiseries XVIIe siècle du salon, pigeonnier, communs ;
- Château des Vaux (XIXe siècle), de style Louis XV : construction grandiose avec pavillons en saillie et ailes en retour ; parc occupé par l'œuvre des Orphelins Apprentis d'Auteuil : internat et établissement d'enseignement technique pour orphelins et cas sociaux ;
- Ancien manoir seigneurial du Plessis (ferme) : donjon quadrangulaire, tourelles, fossés ; grand pigeonnier XIXe siècle à l'intérieur de la cour ;
- Restes de l'ancien château épiscopal, près de l'église, notamment les deux tours du XIIIe ou XIVe siècle ;
- La gare de Pontgouin ;
- Le monument aux morts.

Architecture civile de Pontgouin
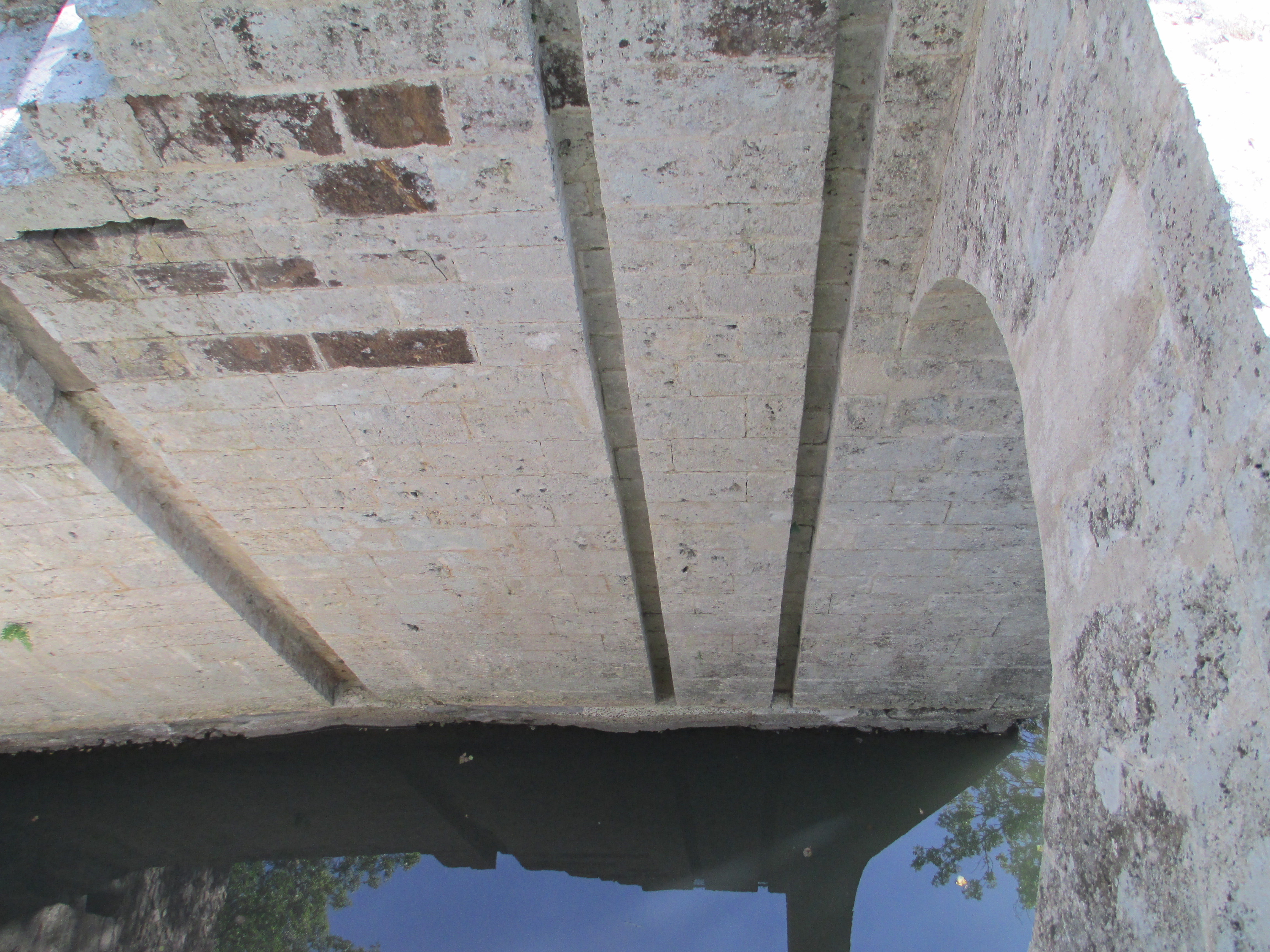
Écluses de Boizard.
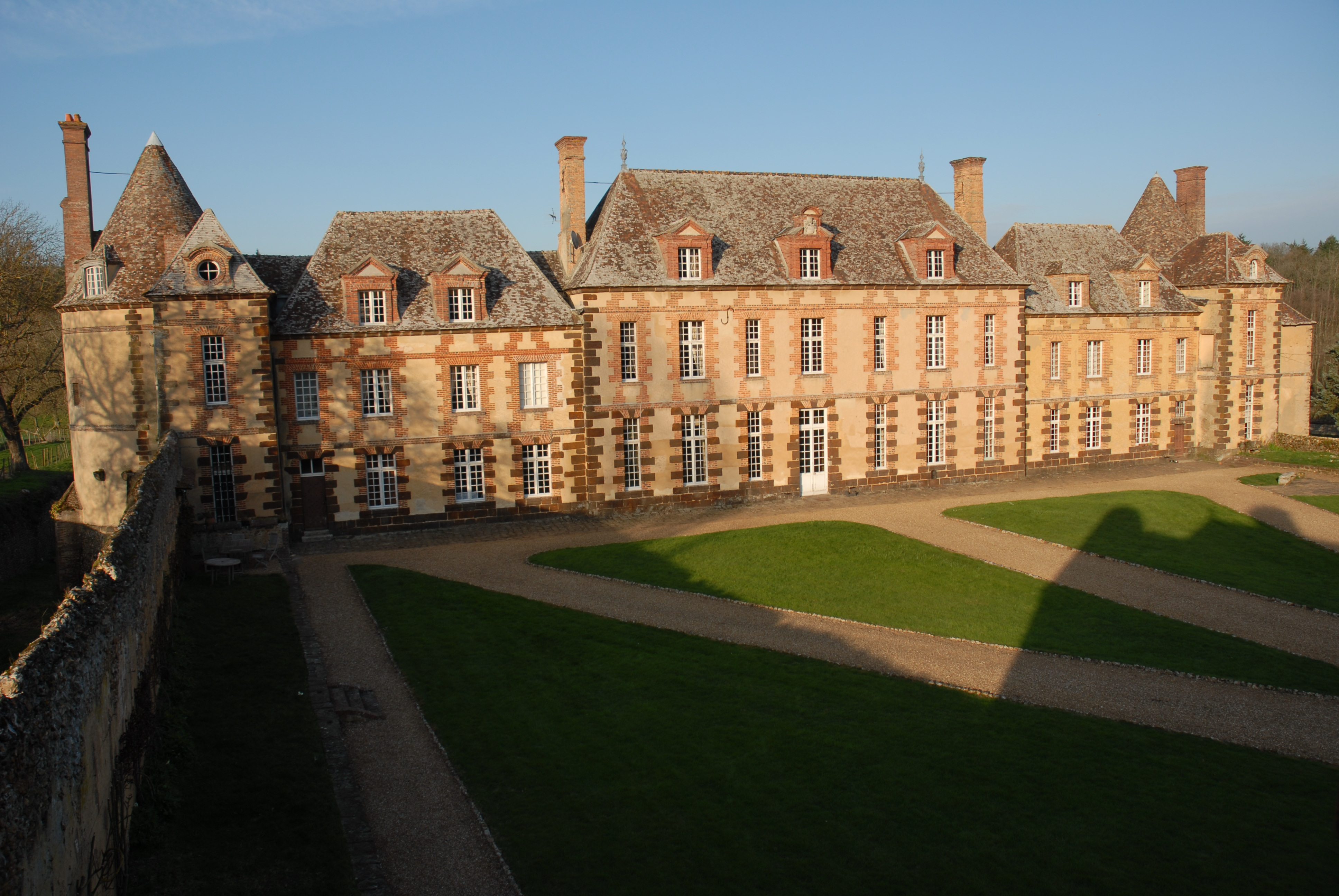
Château de la Rivière.
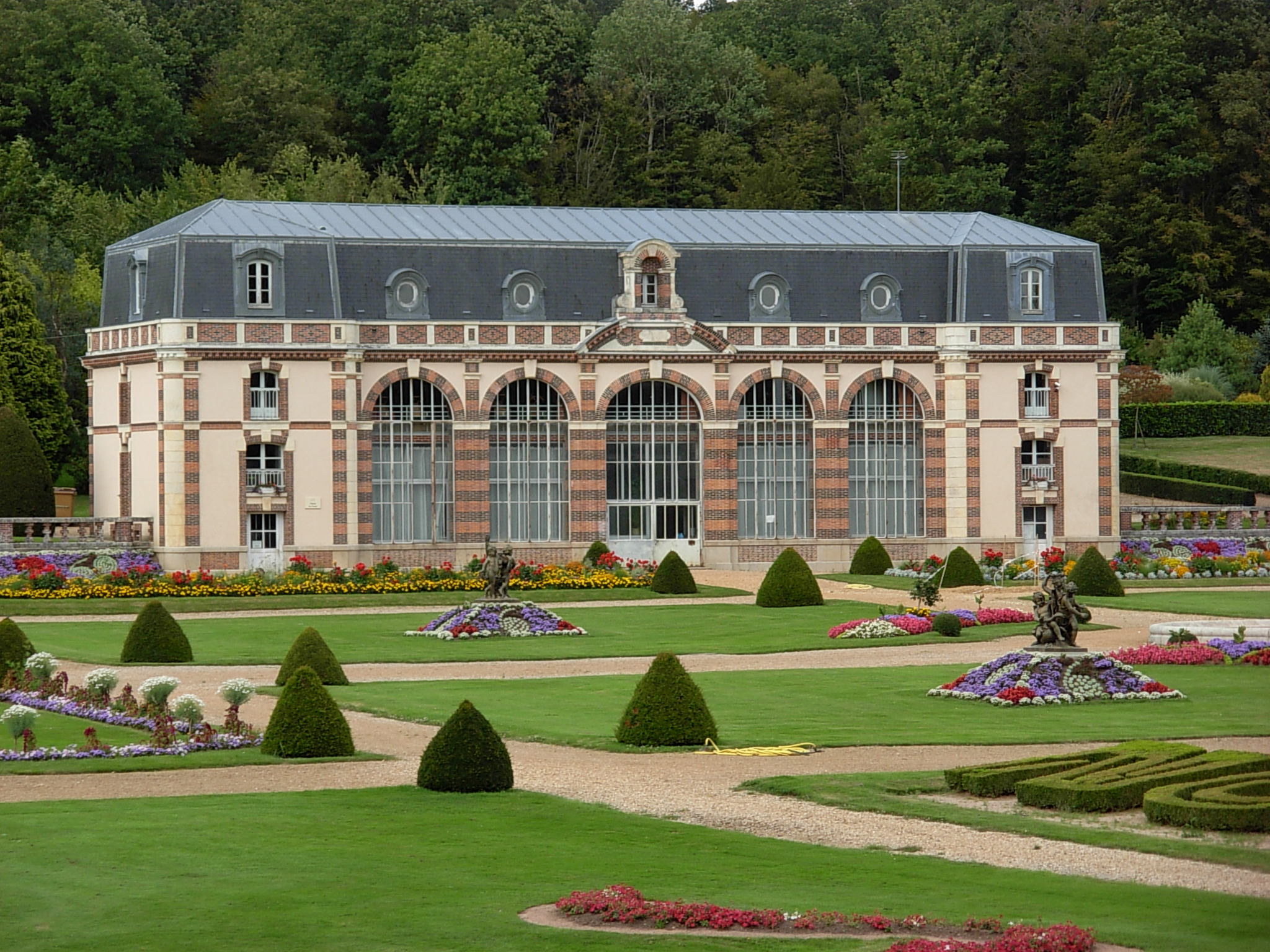
Orangeraie du château des Vaux.
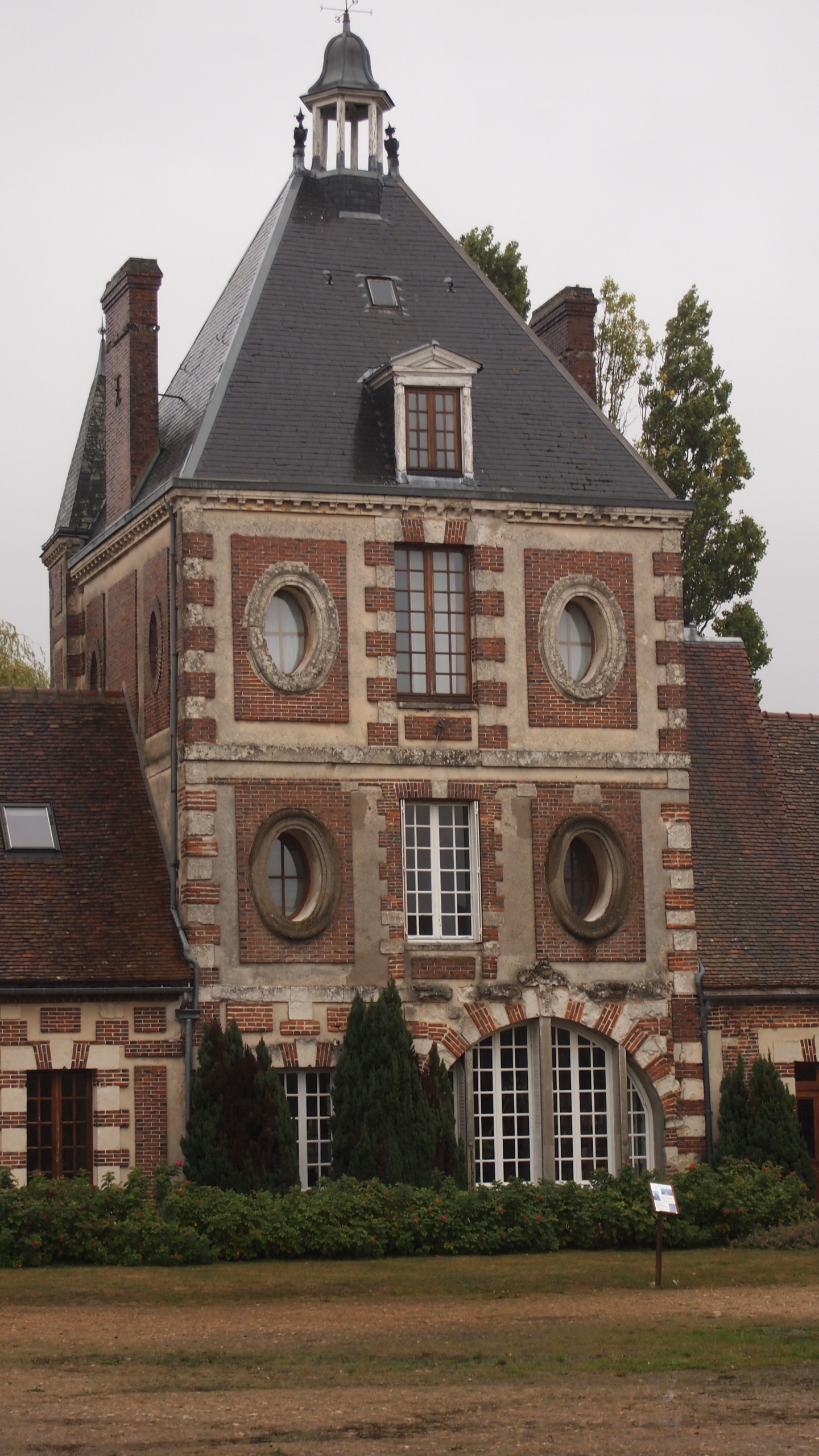
La ferme du Plessis en 1973.
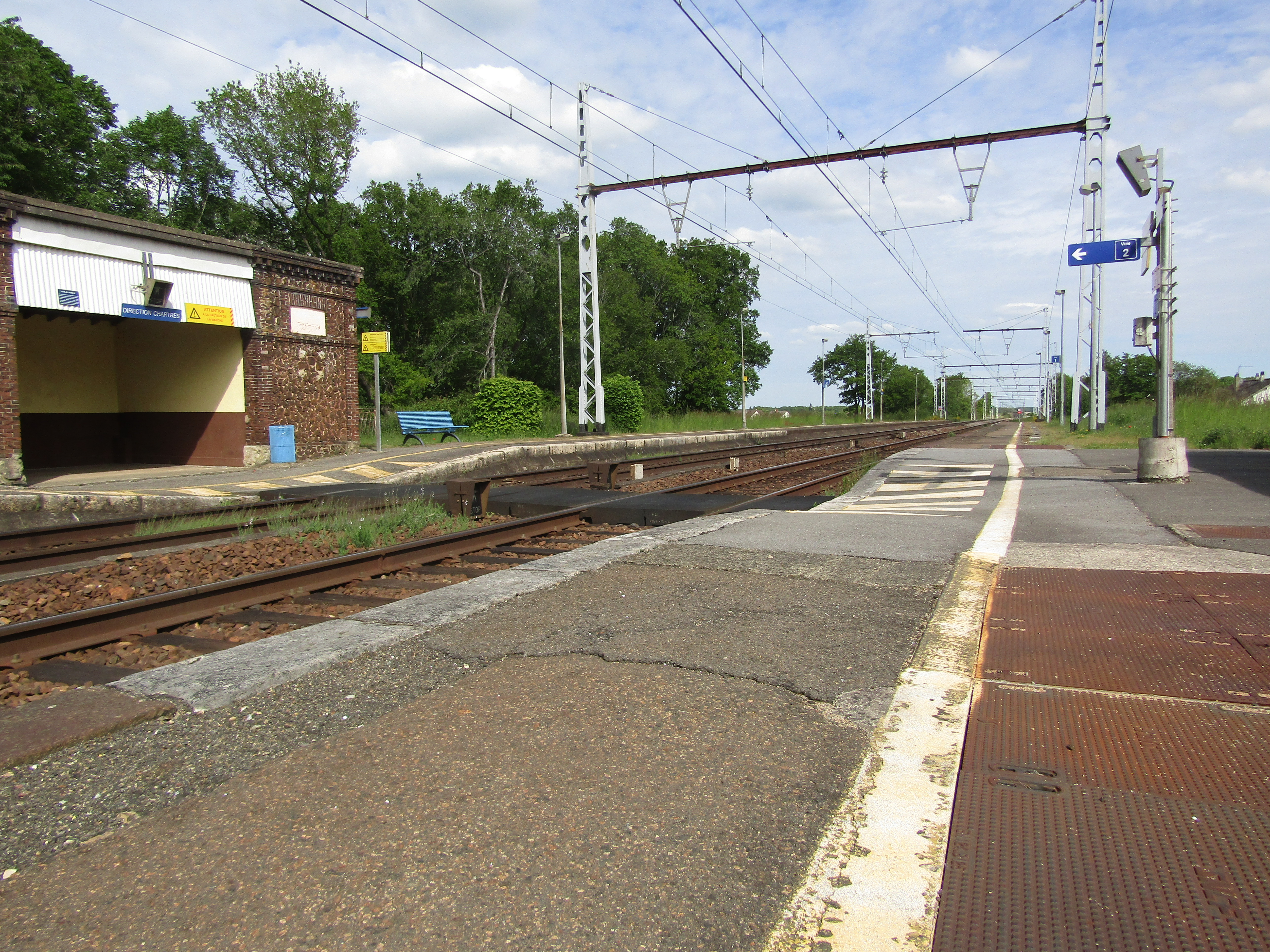
La gare et les voies vues en direction de Paris.
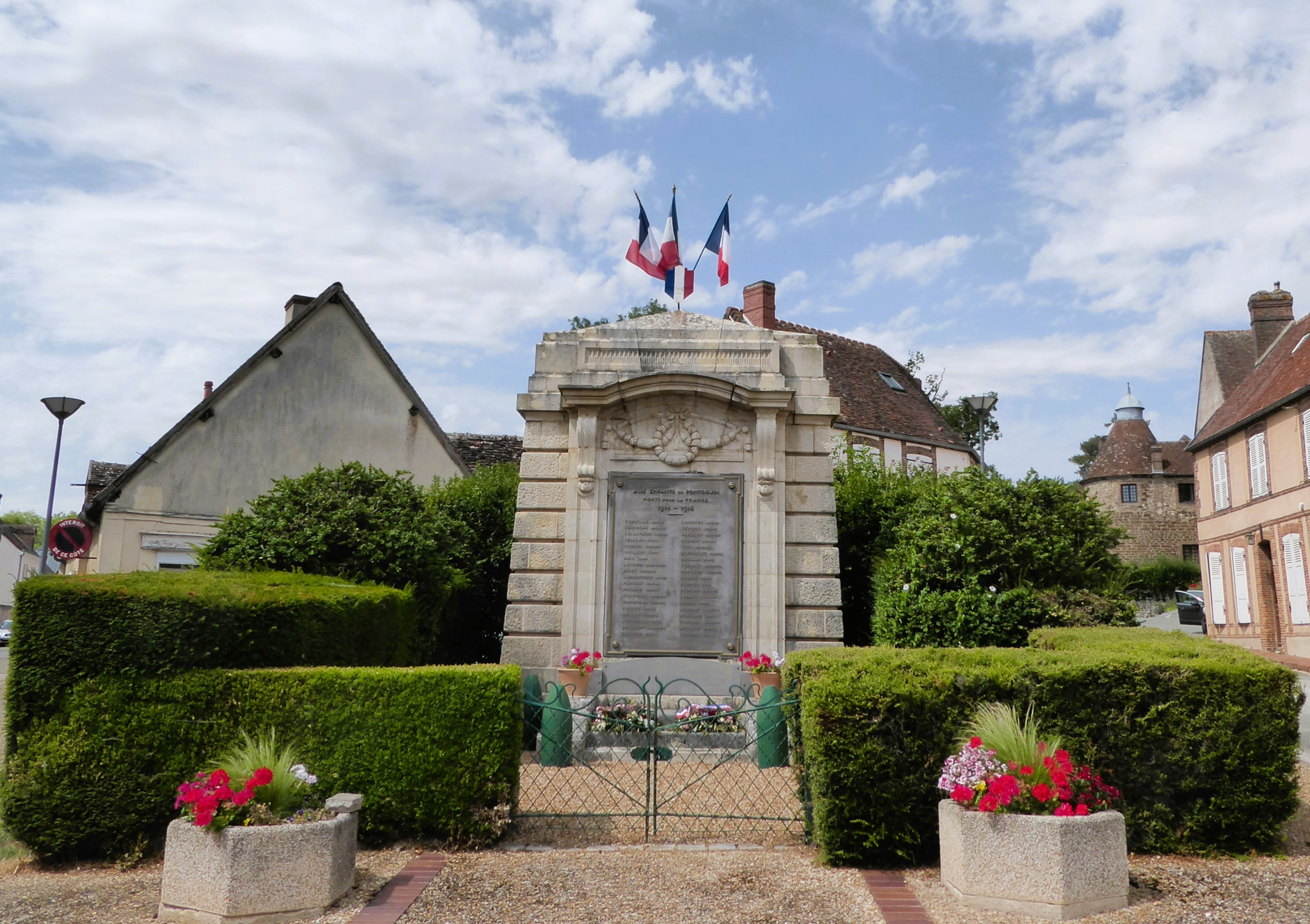
Le monument aux morts.

#### Église Saint-Lubin
L'église Saint-Lubin date du XIIIe siècle. Au XVIe siècle, un bas-côté à 4 travées est ajouté au nord. Au XIXe siècle, la porte de la nef qui communiquait avec la maison des évêques est murée.
L'église est ornée de statues en bois de saint Lubin, saint Pierre et saint Michel, ainsi que de 13 baies de vitraux ornementaux et figuratifs, dont deux signés Lorin : Mater dolorosa (baie 12) et Ecce agnus dei daté 1869 (baie n°18). Les deux baies de la sacristie sont par contre de simples fenêtres en bois et vitres classiques.

Église Saint-Lubin
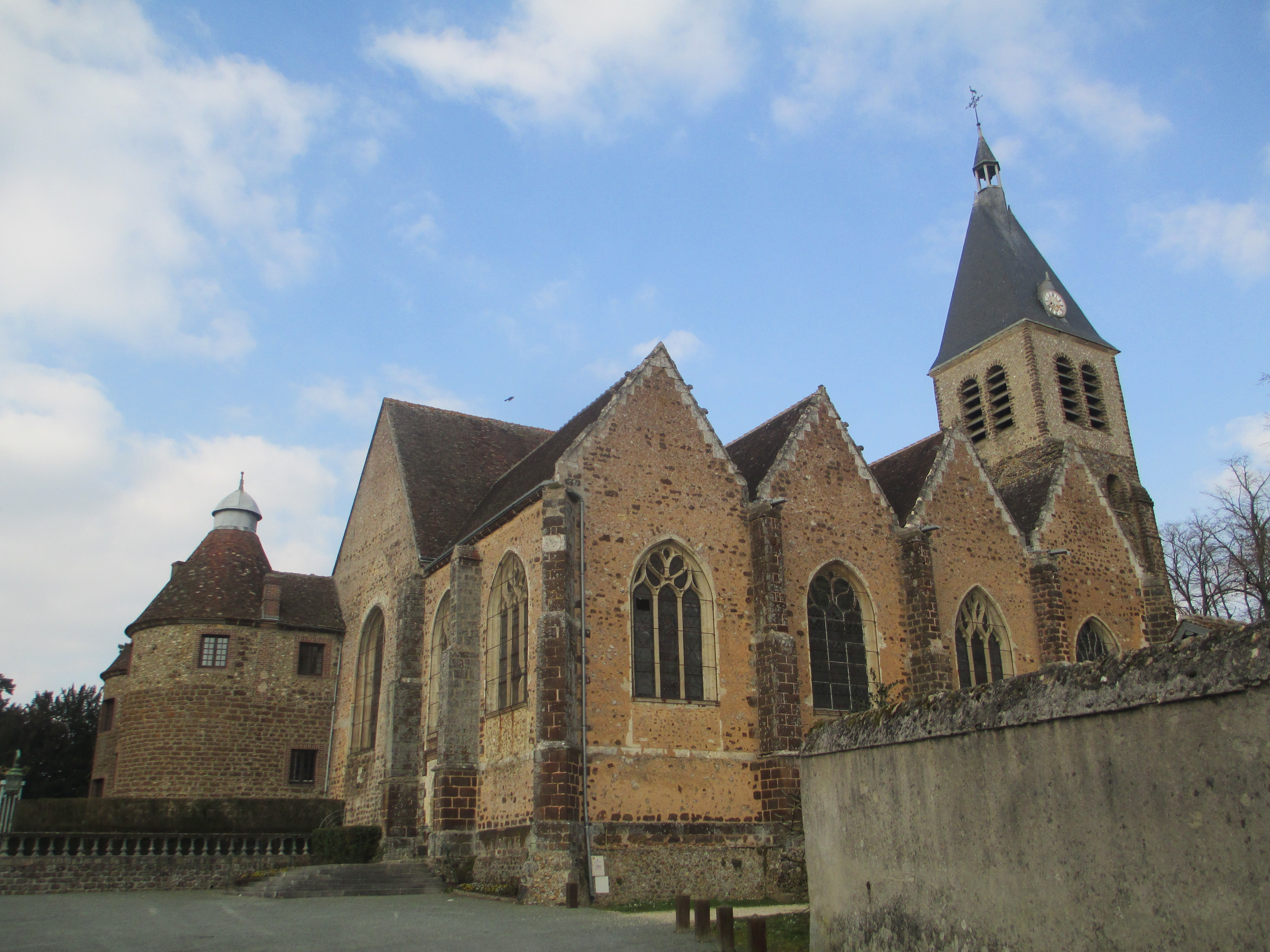
Vue sud.
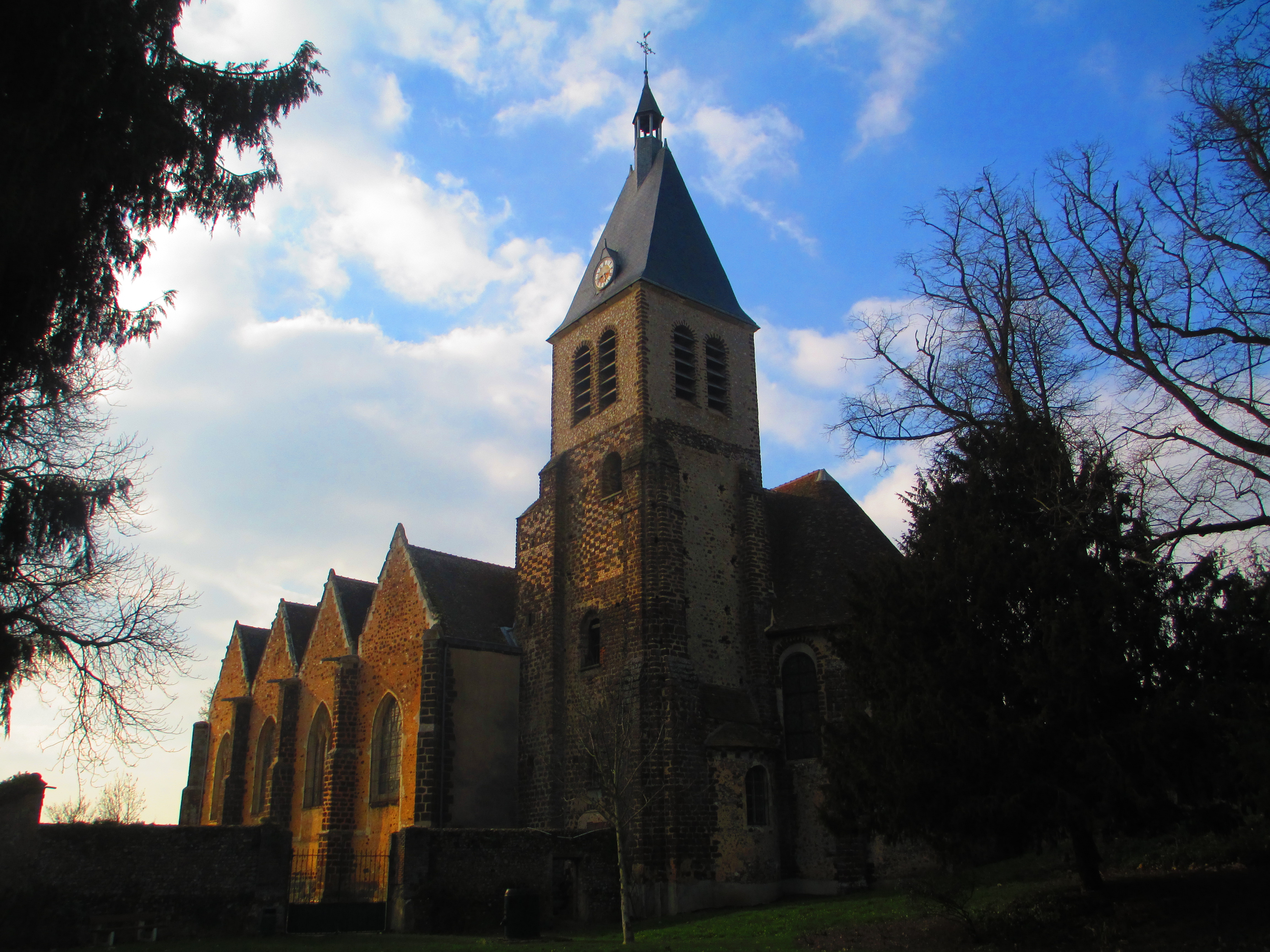
Vue depuis le jardin.
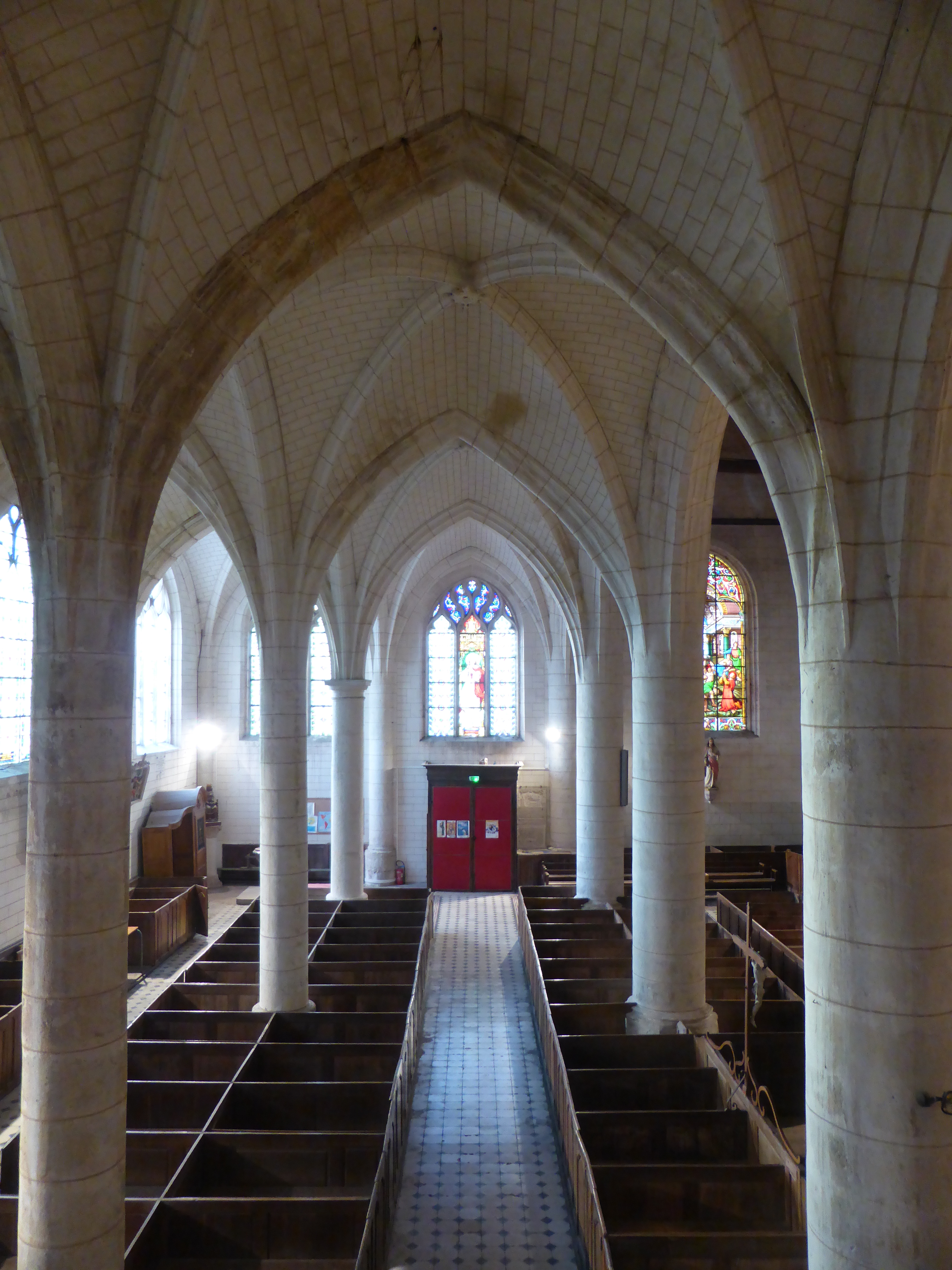
Bas-côté nord.
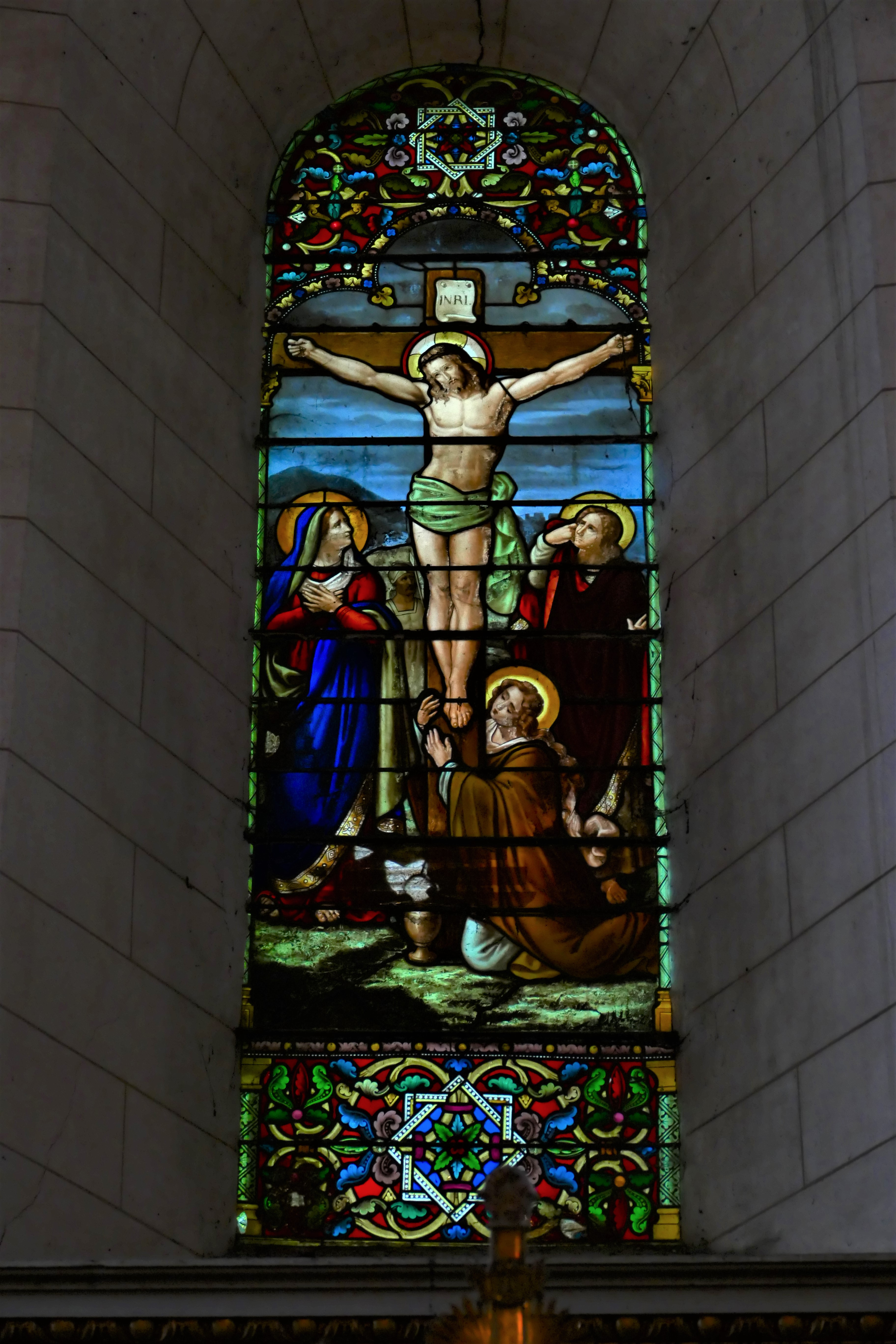
La Crucifixion Baie axiale n° 0.

Vitraux du mur sud
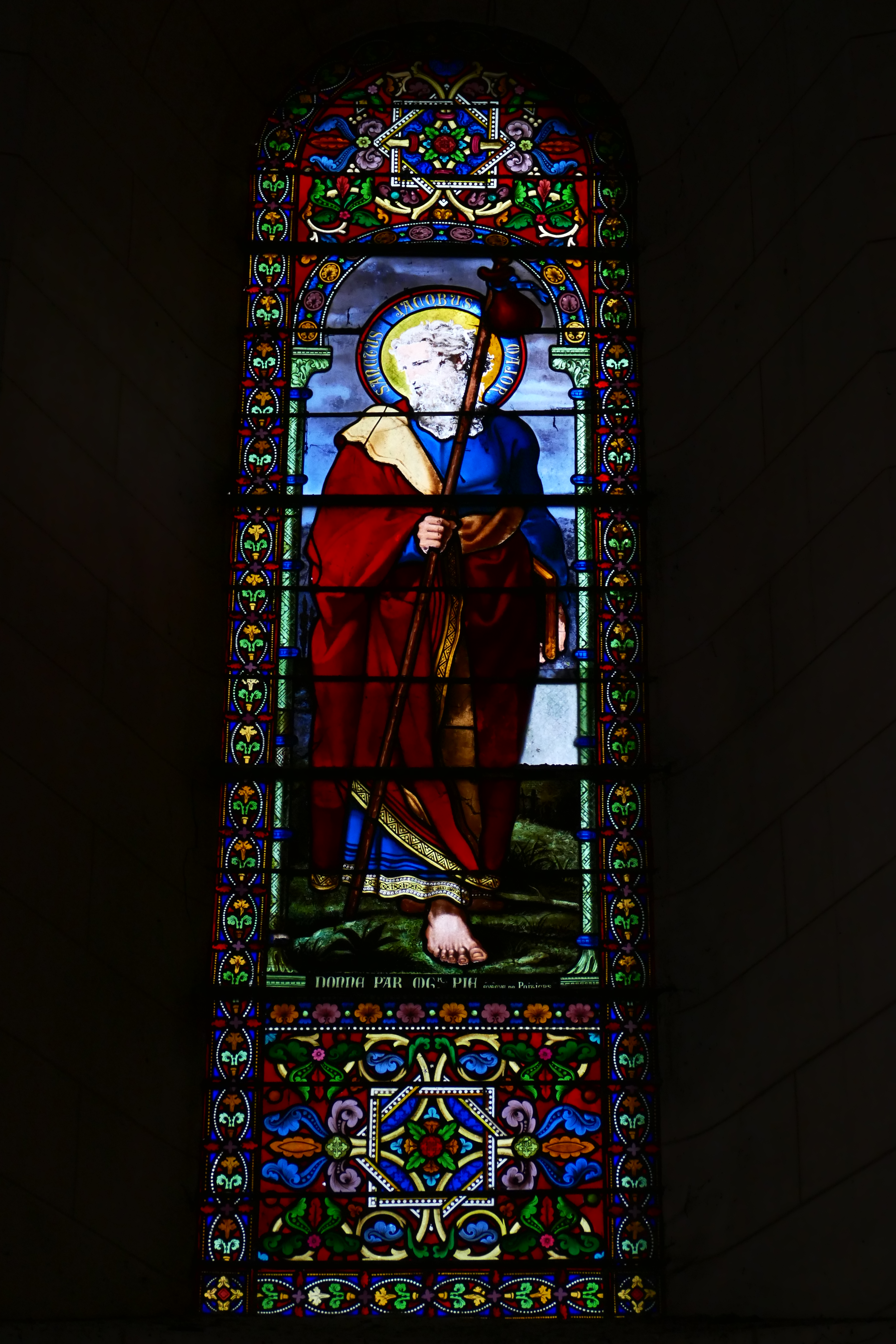
Sanctus Jacobus Major Baie n°2.
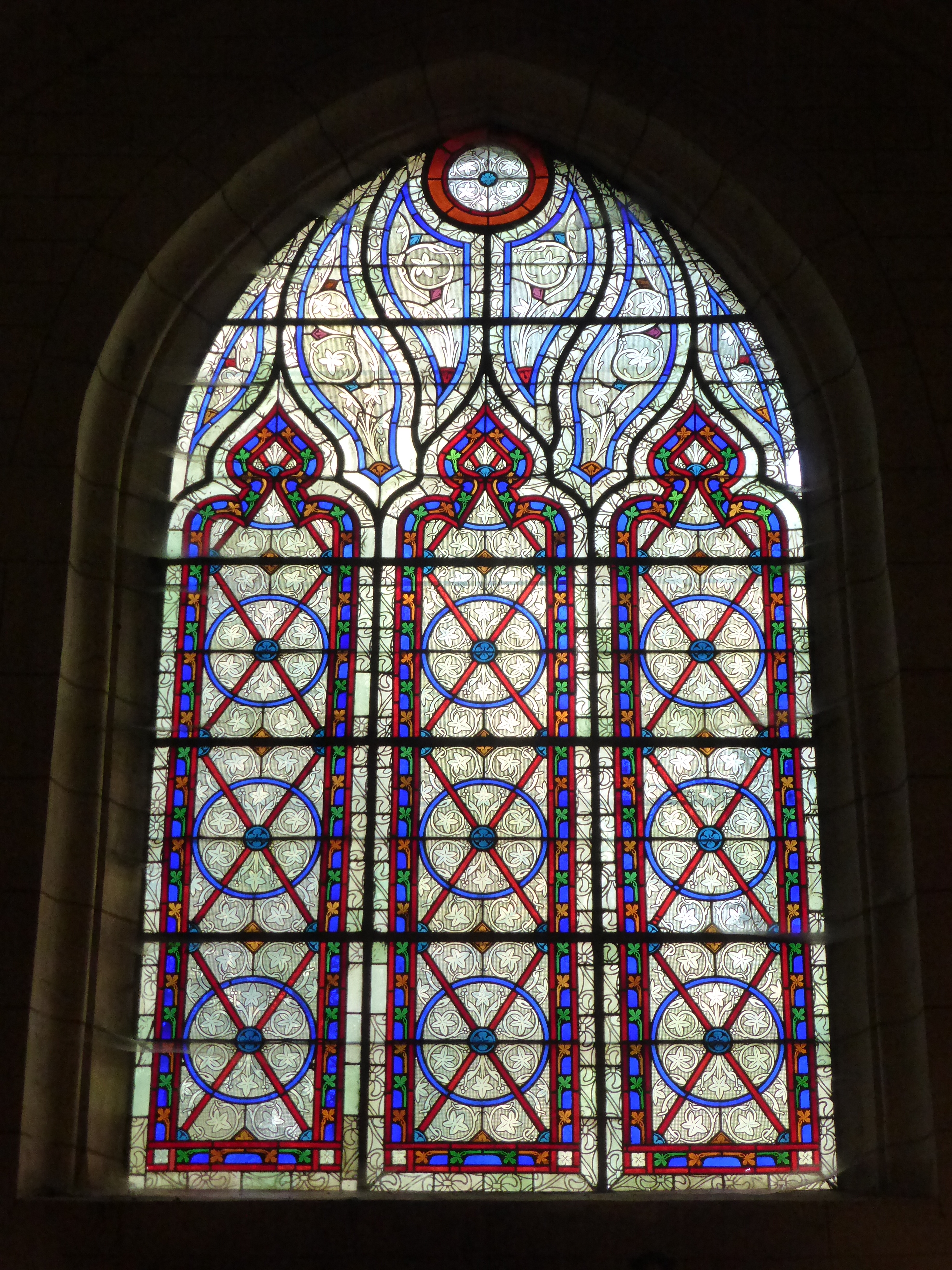
Baie n°10.
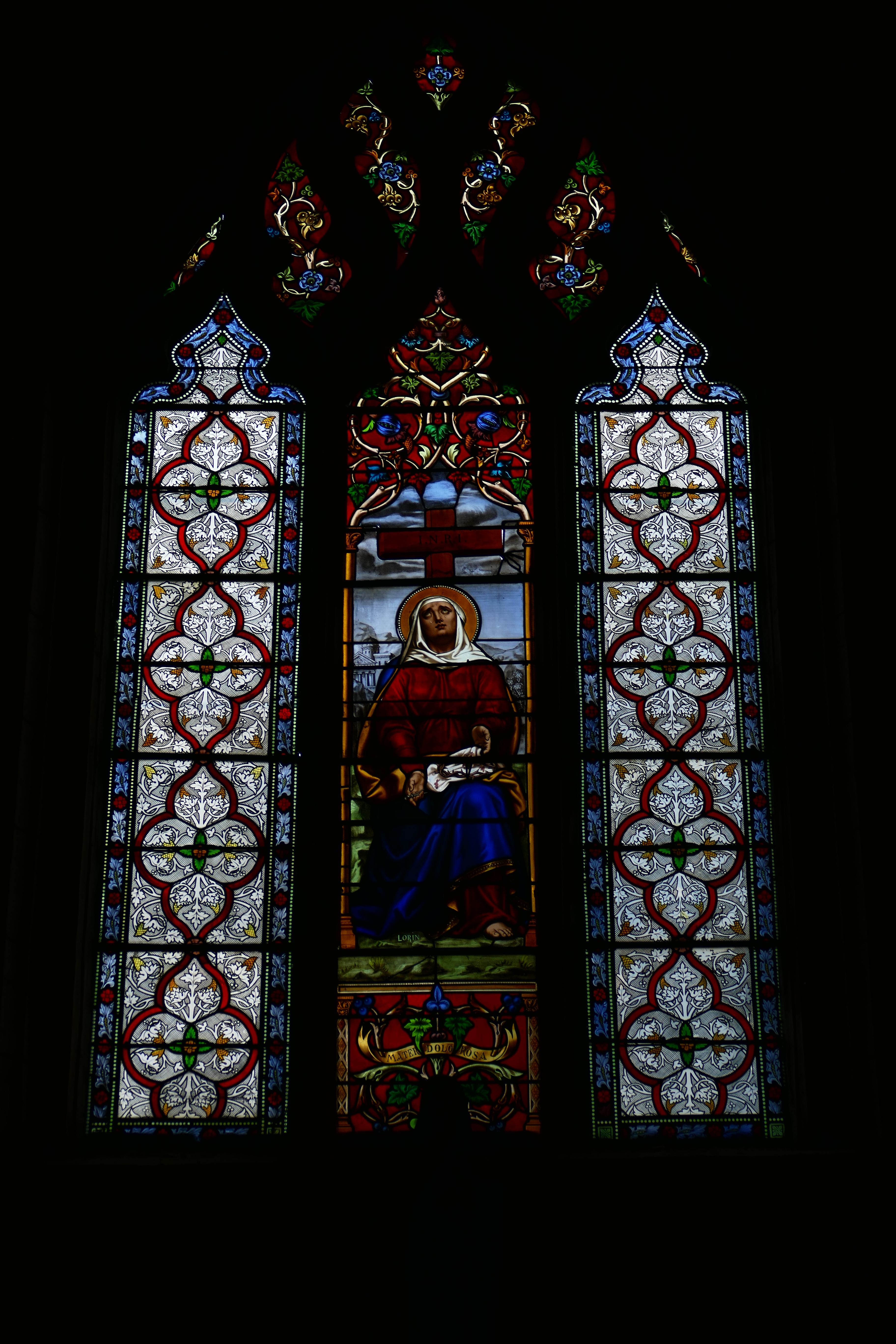
Mater dolorosa Ateliers Lorin Baie n°12.
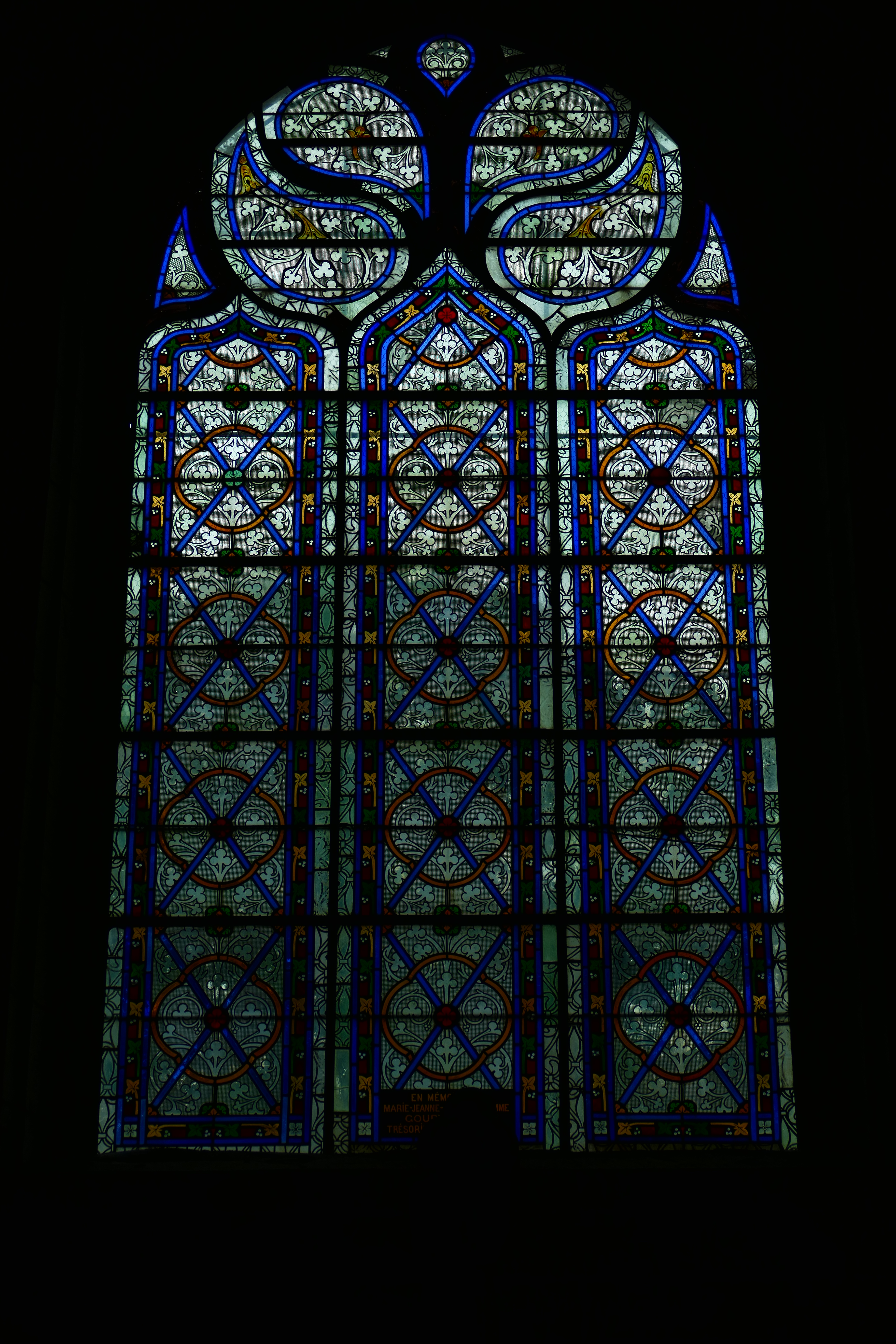
Baie n°14.
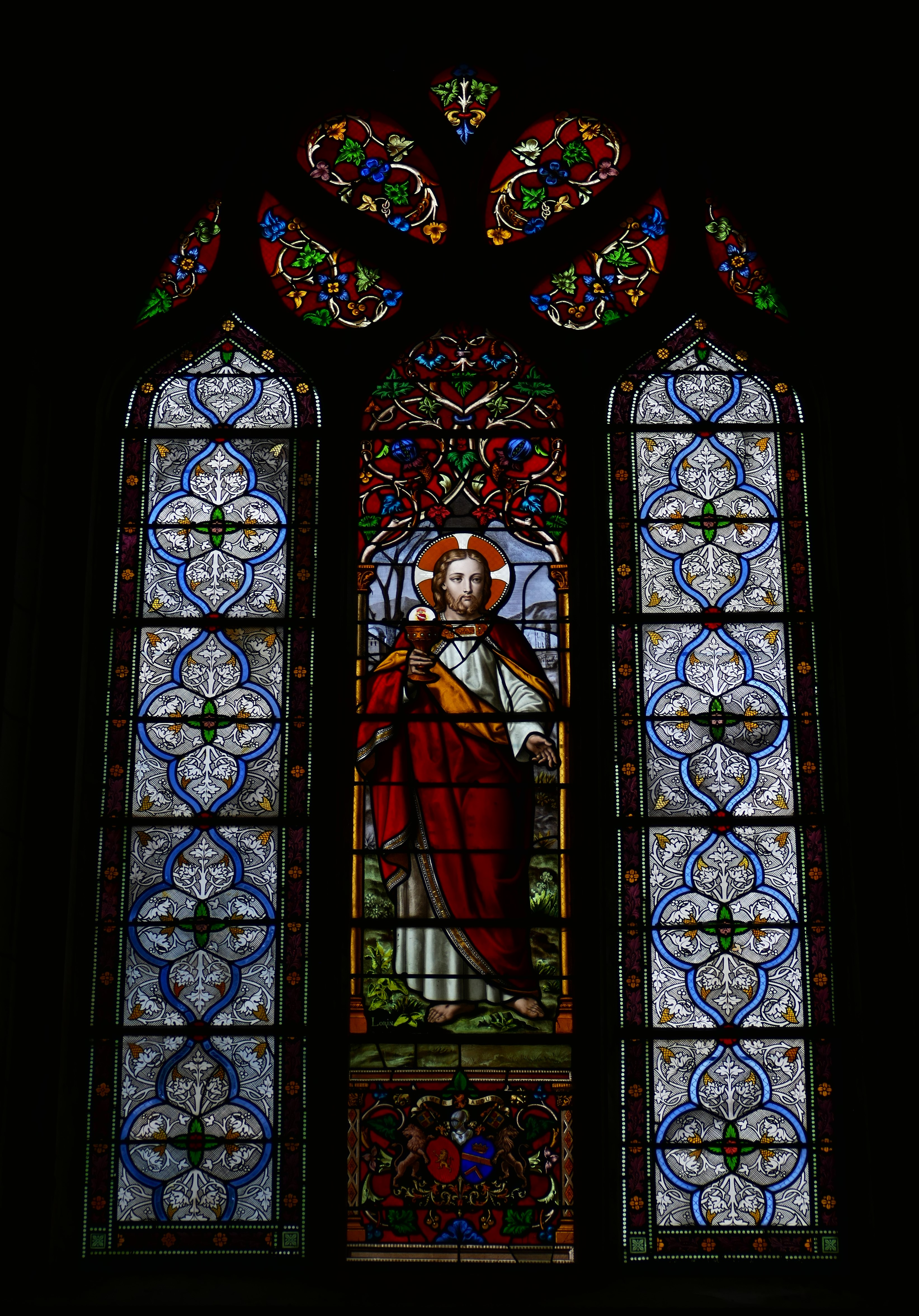
Sacré-cœur de Jésus Baie n°16.
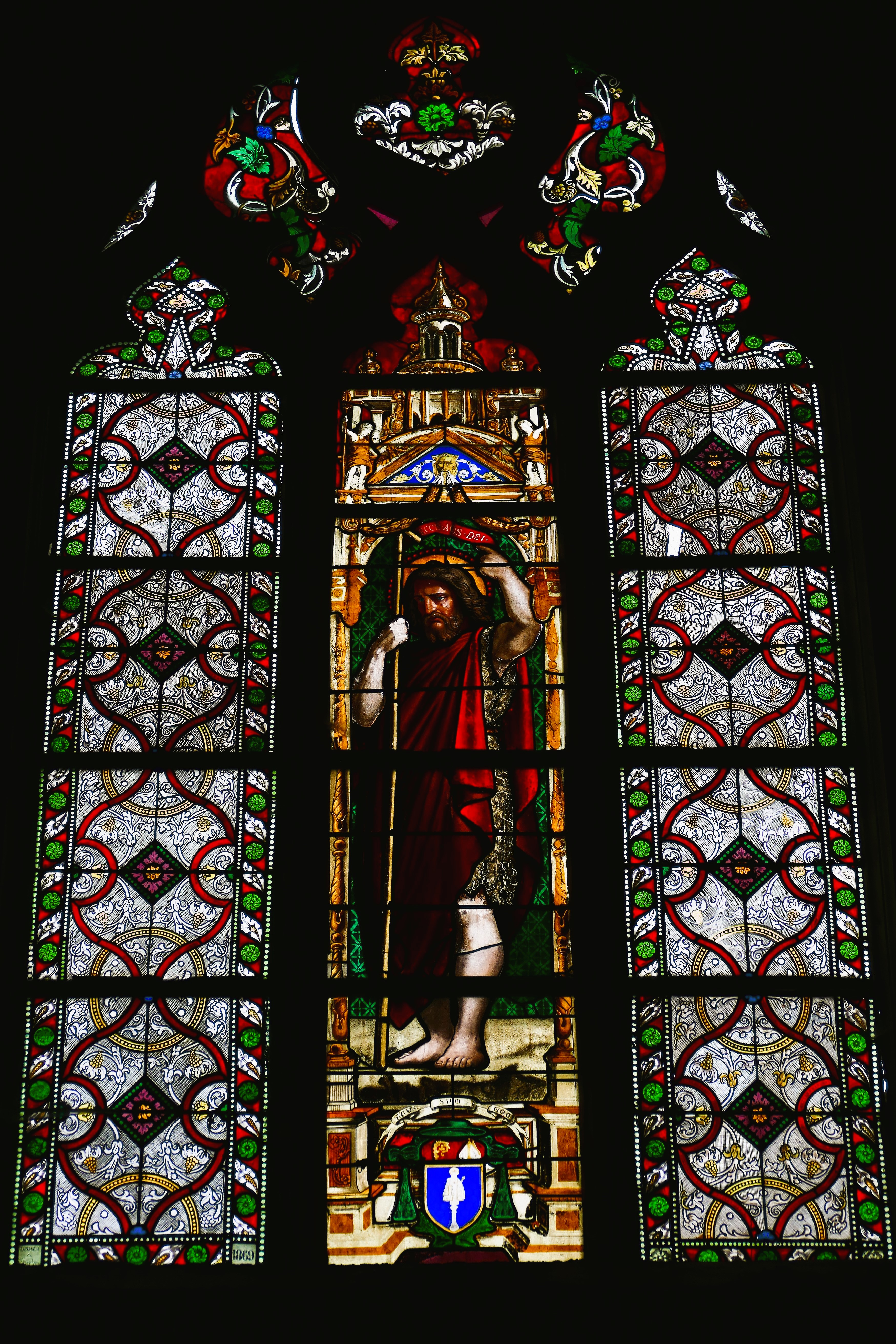
Ecce agnus dei Nicolas Lorin, 1869 Baie n°18.

Vitraux du mur nord
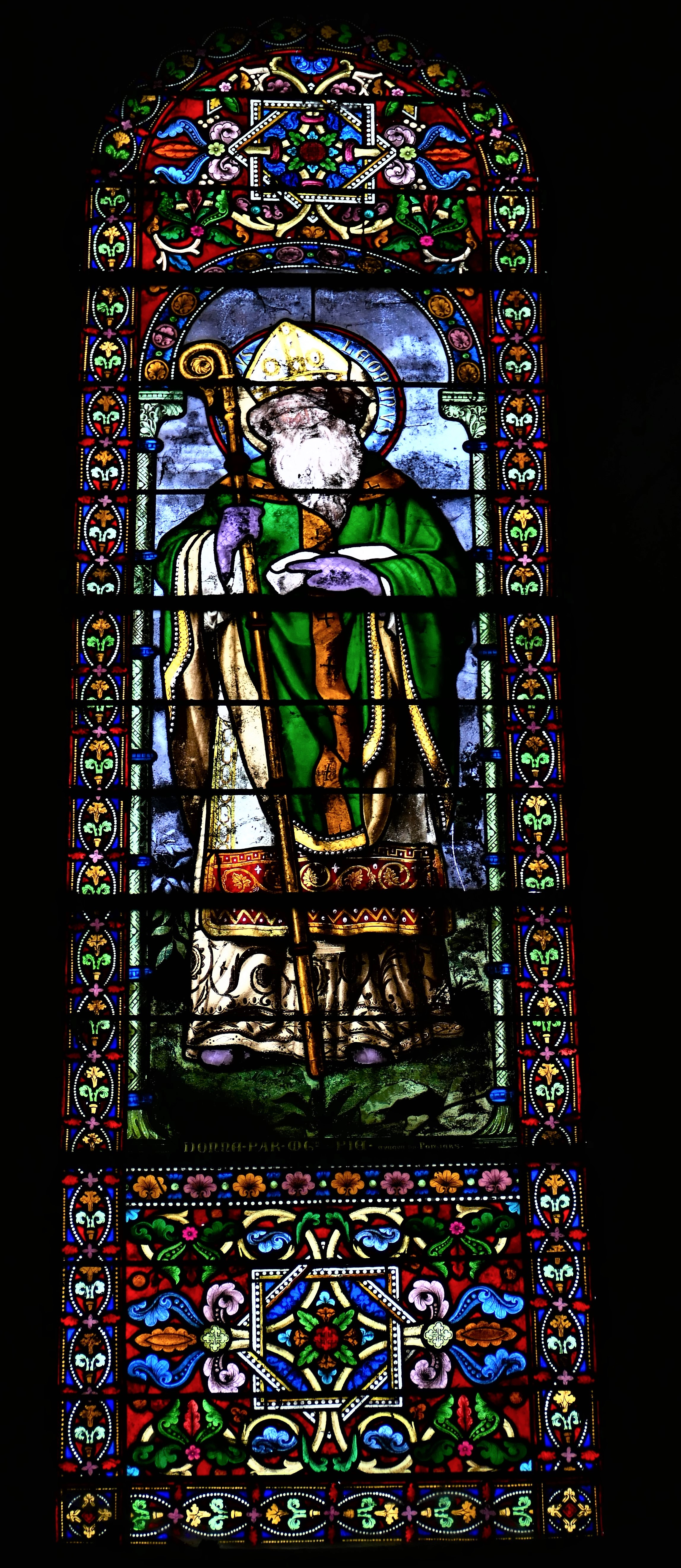
Saint Lubin Baie n°1.
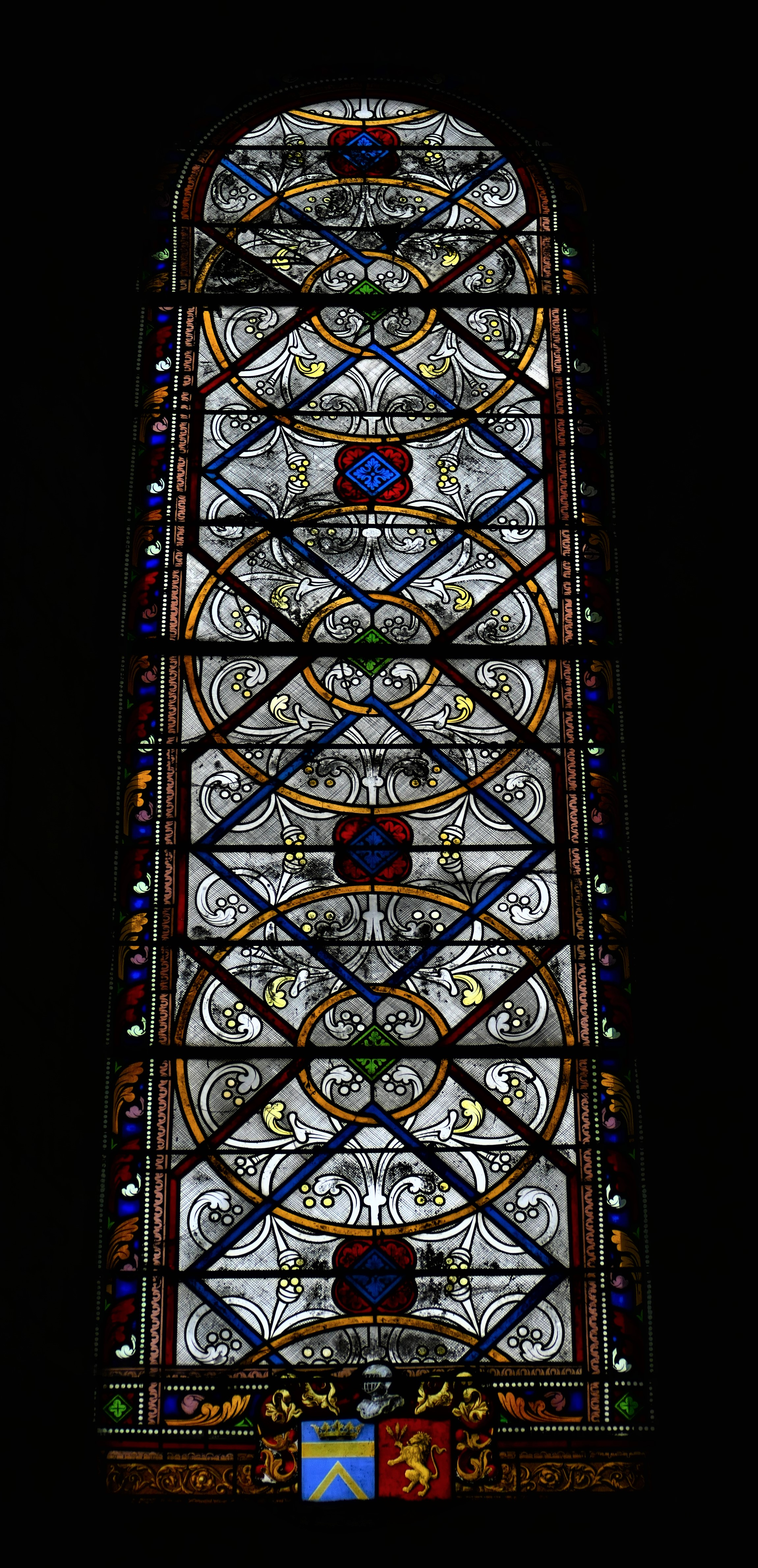
Baie n°3.
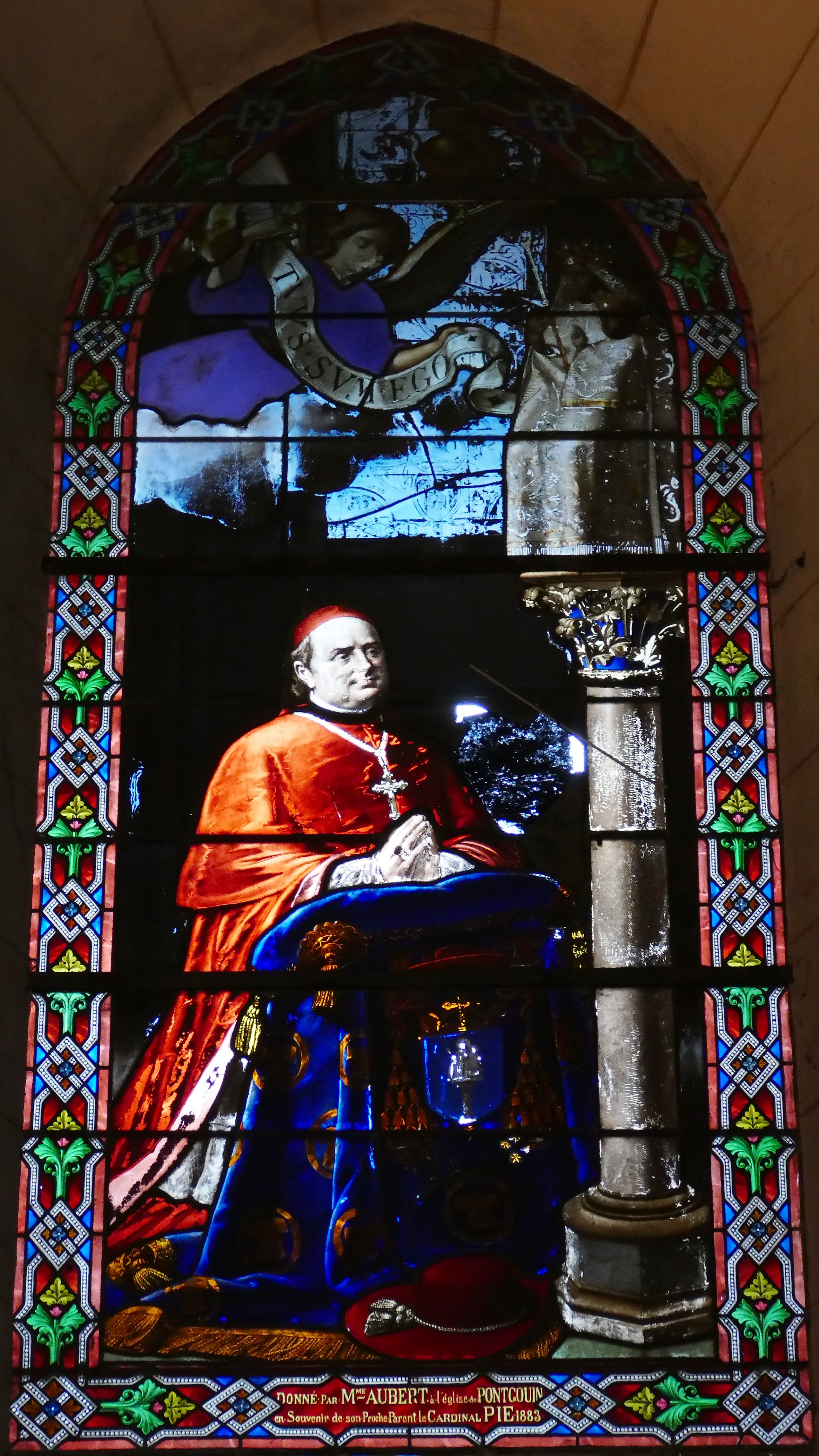
Cardinal Pie, 1883 Baie n°5.
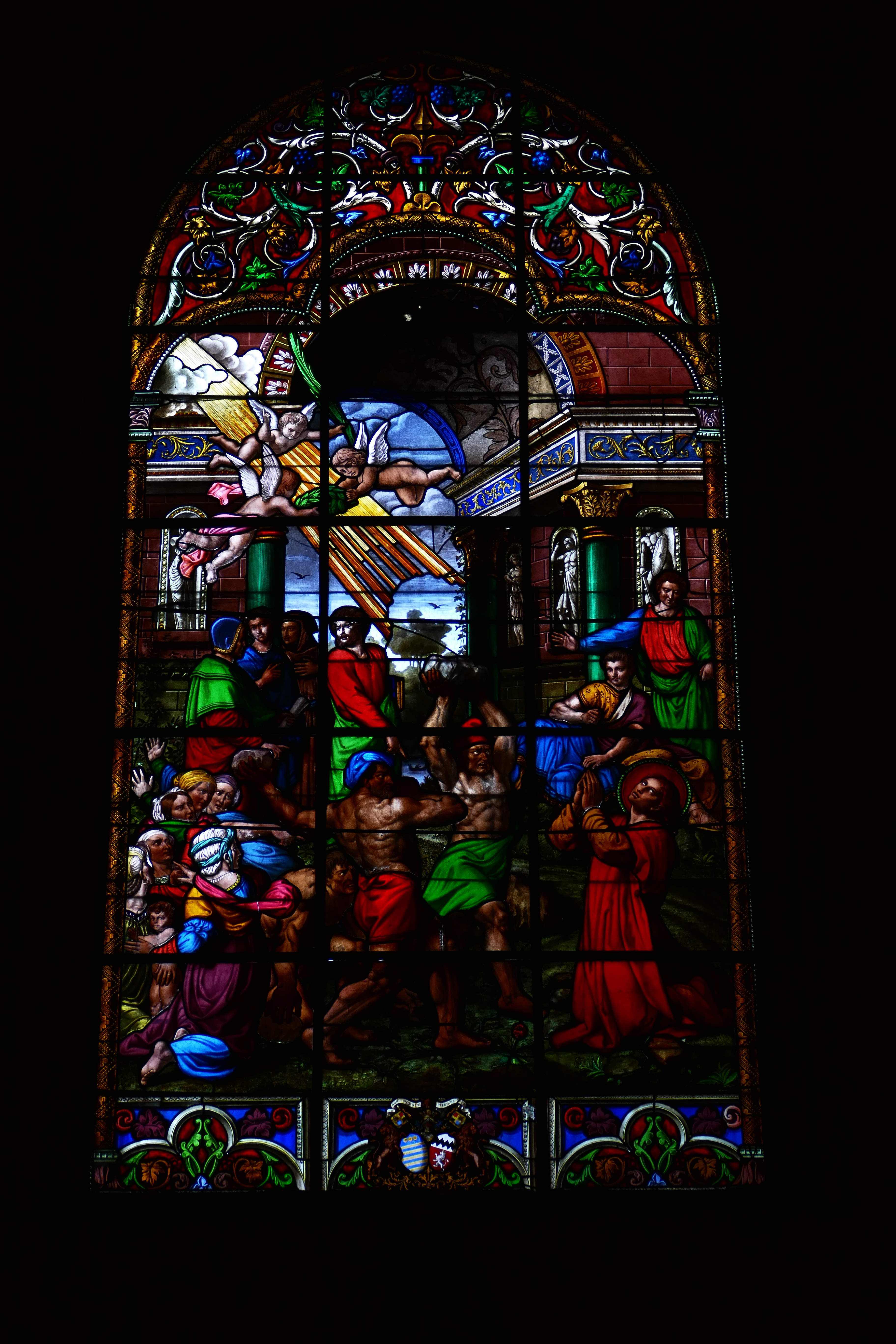
Baie n°7.
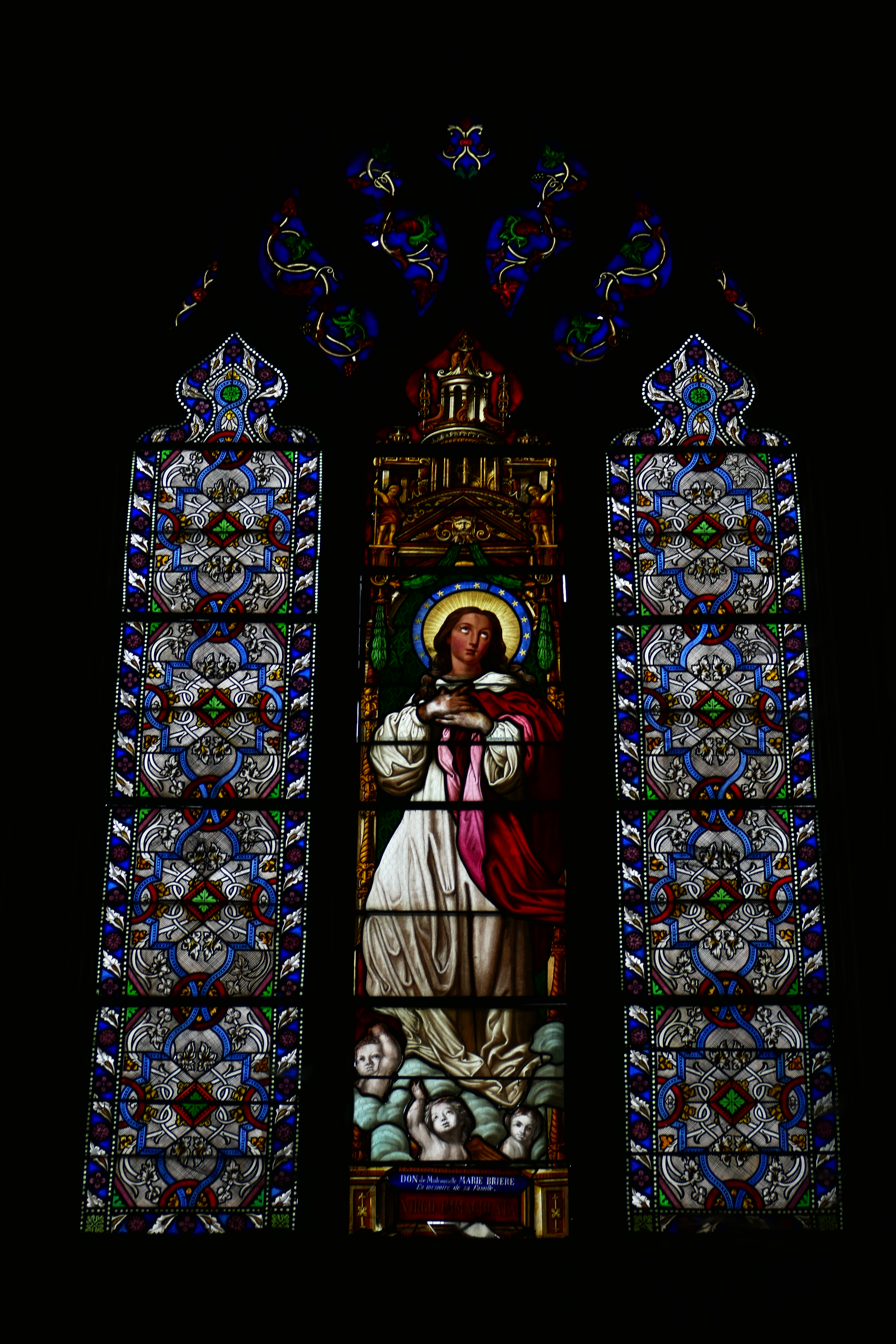
Virgo Immaculata Baie n°9.

### Personnalités liées à la commune
- Louis-Édouard Pie (1815-1880), né à Pontgouin, cardinal, évêque de Poitiers qui contribua à définir l'infaillibilité pontificale ;
- Charles Bataille (1828-1868), né à Pontgouin, journaliste, poète et écrivain ;
- Dominique Dufoix, footballeur né à Pontgouin en 1950.

### Héraldique
|  | Les armes de la commune se blasonnent ainsi : d’azur au pont droit d’une seul arche d’argent surmonté d’un soleil non figuré de huit rais droits d’or à dextre et d’un crosseron contourné du même à senestre, l’arche encadrant une jumelle ondée alésée aussi d’or. |